# Sphenopsis
Sphenopsis — рід горобцеподібних птахів родини саякових (Thraupidae). Представники цього роду мешкають в Андах.

## Таксономія і систематика
Представників роду Sphenopsis раніше відносили до роду Зеленяр (Hemispingus). Однак молекулярно-філогенетичне дослідження, результати якого були опубліковані у 2014 році, показало, що рід Hemispingus був поліфілітичним. За результатами подальшої реорганізації чотири види були переведені з роду Зеленяр (Hemispingus) до відновленого роду Sphenopsis.

## Види
Виділяють чотири види:
- Зеленяр оливковий (Sphenopsis frontalis)
- Зеленяр чорнощокий (Sphenopsis melanotis)
- Зеленяр західний (Sphenopsis ochracea)
- Зеленяр піурійський (Sphenopsis piurae)

## Етимологія
Наукова назва роду Sphenopsis походить від сполучення слів дав.-гр. σφην — клин і οψις — вигляд.